# Timeless (album Davido)
Timeless è il quarto album in studio del cantante nigeriano Davido, pubblicato il 31 marzo 2023 tramite Davido Music Worldwide, Columbia Records e Sony Music Entertainment. Principalmente un disco di genere amapiano, l'album esplora altri stili musicali come Afrobeats, dancehall, ragga, konto, highlife e Afropop. L'album è stato supportato dai singoli Champion Sound e Unavailable. Timeless ha ricevuto recensioni generalmente positive dai critici musicali, che hanno elogiato la sua produzione e lo hanno considerato uno degli album più riusciti di Davido fino ad oggi. Nel luglio 2023 Davido ha intrapreso il Timeless North American Tour per supportare l'album.
Timeless è stato nominato per il miglior album musicale globale alla 66a edizione dei Grammy Awards.

## Tracce
1. Over Dem – 3:18 (David Adeleke, Jessy Oliver)
2. Feel – 2:34 (Marcel Akunwata, Adeleke)
3. In the Garden (featuring Morravey) – 2:45 (Adeleke, Daniella Daniel, Shorunke Abiodun)
4. Godfather – 2:50 (Adeleke, Prince Omoferi)
5. Unavailable (featuring Musa Keys) – 2:49 (Adeleke, Olalekan Taiwo, Musa Makamu, Tobechukwu Okolie)
6. Bop (featuring Dexta Daps) – 2:41 (Adeleke, Louis Grandison)
7. E Pain Me – 3:03 (Adeleke, Jon P)
8. Away – 2:33 (Adeleke, Kareem Temitayo, Promise NwabuezeRoger LinoGodwin Ifeanyi)
9. Precision – 3:06 (Adeleke, Udoma Amba)
10. Kante (featuring Fave) – 3:14 (Adeleke, Chidozie Ugochinyere)
11. Na Money (featuring The Cavemen and Angélique Kidjo) – 2:41 (Angélique Kidjo, Benjamin JamesAdelekeGodson EpelleKingsley Okorie)
12. U (Juju) (featuring Skepta) – 3:13 (Adeleke, Joseph Adenuga, Oliver)
13. No Competition (featuring Asake) – 2:36 (Epelle, Ahmed Ololade, Adeleke, Olamide Adedeji)
14. Picasso (featuring Logos Olori) – 2:35 (Adeleke, Taiwo)
15. For the Road – 2:27 (Adeleke, Omoferi)
16. LCND – 2:50 (Daniel Williams, Adeleke, Elhi)
17. Champion Sound (featuring Focalistic) – 3:57 (Adeleke, Deinde, Lethabo Sebetso)